# Jacques Lüthy
Jacques Lüthy (Charmey, 11 de julio de 1959) es un deportista suizo que compitió en esquí alpino.
Participó en los Juegos Olímpicos de Lake Placid 1980, obteniendo una medalla de bronce en la prueba de eslalon. Ganó una medalla de bronce en el Campeonato Mundial de Esquí Alpino de 1980.

## Palmarés internacional
| Juegos Olímpicos   | Juegos Olímpicos             | Juegos Olímpicos  | Juegos Olímpicos |
| Año                | Lugar                        | Medalla           | Prueba           |
| ------------------ | ---------------------------- | ----------------- | ---------------- |
| 1980               | Lake Placid (Estados Unidos) | Medalla de bronce | Eslalon          |
| Campeonato Mundial |                              |                   |                  |
| Año                | Lugar                        | Medalla           | Prueba           |
| 1980               | Lake Placid (Estados Unidos) | Medalla de bronce | Eslalon          |